# Liste österreichischer Weingüter
Die Liste österreichischer Weingüter enthält Weingüter in Österreich.

## Nach Qualität/Klassifizierung
Die Liste österreichischer Weingüter nach Qualitätskriterien beruht auf den Klassifizierungen des Falstaff und der Vinaria. Diese Klassifizierungen kumulieren langjährige Verkostungen der Weine aller wesentlichen österreichischen Weingüter. Es werden diejenigen Weingüter berücksichtigt, die in einem der beiden Fachbücher in einer der beiden höchsten Kategorien gelistet sind (oder gelistet waren).
| Name des Weinguts                    | Ort                       | Weinbaugebiet         | Weiß-/Rot-/ Süßwein in % (Stand 2012) | Rebfläche in Hektar (Stand 2012) |
| ------------------------------------ | ------------------------- | --------------------- | ------------------------------------- | -------------------------------- |
| Weingut Paul Achs                    | Gols                      | Neusiedlersee         | 10 / 90 / 0                           | 25                               |
| Weingut Alphart                      | Traiskirchen              | Thermenregion         | 80 / 18 / 2                           | 25                               |
| Weingut Alzinger                     | Dürnstein                 | Wachau                | 100 / 0 / 0                           | 10                               |
| Weingut Angerhof Tschida             | Illmitz                   | Neusiedlersee         | 20 / 0 / 80                           | 45                               |
| Weingut Leo Aumann                   | Tribuswinkel              | Thermenregion         | 40 / 60 / 0                           | 50                               |
| Weingut Heribert Bayer               | Neckenmarkt               | Mittelburgenland      | 5 / 95 / 0                            | 15                               |
| Weingut Anton Bauer                  | Feuersbrunn               | Wagram                | 54 / 45 / 1                           | 29                               |
| Weingut Judith Beck                  | Gols                      | Neusiedlersee         | 10 / 90 / 0                           | 15                               |
| Weingut Bründlmayer                  | Langenlois                | Kamptal               | 70 / 29 / 1                           | 75                               |
| Weingut Buchegger                    | Droß                      | Kremstal              | 90 / 10 / 0                           | 9                                |
| Weingut Christ                       | Wien                      | Wien                  | 80 / 20 / 0                           | 25                               |
| Weingut Johann Donabaum              | Spitz                     | Wachau                | 100 / 0 / 0                           | 8                                |
| Weingut Feiler-Artinger              | Rust                      | Leithaberg            | 30 / 55 / 15                          | 28                               |
| Weingut Fritsch                      | Kirchberg am Wagram       | Wagram                | 65 / 35 / 0                           | 21                               |
| Weingut Josef Fritz                  | Zaußenberg                | Weinviertel           | 80 / 19 / 1                           | 15                               |
| Weingut Gager                        | Deutschkreutz             | Mittelburgenland      | 0 / 100 / 0                           | 38                               |
| Weingut Gebeshuber                   | Gumpoldskirchen           | Thermenregion         | 70 / 30 / 0                           | 25                               |
| Weingut Gesellmann                   | Deutschkreutz             | Mittelburgenland      | 9 / 90 / 1                            | 40                               |
| Weingut Johann Gisperg               | Teesdorf                  | Thermenregion         | 35 / 65 / 0                           | 17                               |
| Weingut Giefing                      | Rust                      | Leithaberg            | 10 / 90 / 0                           | 17                               |
| Weingut Schloss Gobelsburg           | Gobelsburg                | Kamptal               | 75 / 25 / 0                           | 39                               |
| Weingut Grassl                       | Göttlesbrunn              | Carnuntum             | 20 / 80 / 0                           | 23                               |
| Weingut FJ Gritsch Mauritiushof      | Spitz                     | Wachau                | 95 / 5 / 0                            | 13                               |
| Weingut Gross                        | Ratsch an der Weinstraße  | Südsteiermark         | 93 / 6 / 1                            | 40                               |
| Weingut Schloss Halbturn             | Halbturn                  | Neusiedlersee         | 15 / 80 / 5                           | 65                               |
| Weingut Hannes Harkamp               | Leibnitz                  | Südsteiermark         | 85 / 15 / 0                           | 17                               |
| Weingut Gernot und Heike Heinrich    | Gols                      | Neusiedlersee         | 1 / 99 / 0                            | 60                               |
| Weingut J. Heinrich                  | Deutschkreutz             | Mittelburgenland      | 0 / 100 / 0                           | 38                               |
| Weingut Hiedler                      | Langenlois                | Kamptal               | 90 / 9 / 1                            | 30                               |
| Weingut Hirsch                       | Kammern                   | Kamptal               | 100 / 0 / 0                           | 30                               |
| Weingut Franz Hirtzberger            | Spitz                     | Wachau                | 99 / 0 / 1                            | 20                               |
| Weingut Högl                         | Spitz                     | Wachau                | 100 / 0 / 0                           | 8                                |
| Weingut Markus Huber                 | Reichersdorf              | Traisental            | 92 / 5 / 3                            | 30                               |
| Iby Rotweingut                       | Horitschon                | Mittelburgenland      | 0 / 100 / 0                           | 40                               |
| Weingut Hans Igler                   | Deutschkreutz             | Mittelburgenland      | 2 / 98 / 0                            | 42                               |
| Weingut Jamek                        | Joching                   | Wachau                | 85 / 14 / 1                           | 25                               |
| Weingut Johanneshof Reinisch         | Tattendorf                | Thermenregion         | 37 / 60 / 3                           | 40                               |
| Weingut Juris                        | Gols                      | Neusiedlersee         | 15 / 80 / 5                           | 18                               |
| Weingut Jurtschitsch                 | Langenlois                | Kamptal               | 74 / 25 / 1                           | 60                               |
| Weingut Paul Kerschbaum              | Horitschon                | Mittelburgenland      | 1 / 99 / 1                            | 31                               |
| Weingut K + K Kirnbauer              | Deutschkreutz             | Mittelburgenland      | 15 / 85 / 0                           | 46,5                             |
| Weingut Emmerich Knoll               | Dürnstein                 | Wachau                | 98 / 0 / 2                            | 16                               |
| Weingut Kollwentz                    | Großhöflein               | Leithaberg            | 35 / 64 / 1                           | 20                               |
| Weingut Kopfensteiner                | Deutsch-Schützen          | Eisenberg             | 10 / 90 / 0                           | 18                               |
| Weinlaubenhof Kracher                | Illmitz                   | Neusiedlersee         | 5 / 15 / 80                           | 32                               |
| Weingut Krutzler                     | Deutsch-Schützen          | Eisenberg             | 5 / 95 / 0                            | 12                               |
| Weingut Lackner-Tinnacher            | Gamlitz                   | Südsteiermark         | 92 / 6 / 2                            | 25                               |
| Weingut Lang                         | Neckenmarkt               | Mittelburgenland      | 0 / 100 / 0                           | 30                               |
| Weingut Leth                         | Fels am Wagram            | Wagram                | 80 / 20 / 0                           | 45                               |
| Weingut Fred Loimer                  | Langenlois                | Kamptal               | 80 / 19 / 1                           | 60                               |
| Sektkellerei Christian Madl          | Schrattenberg             | Weinviertel           | 85 / 15 / 0                           | 3                                |
| Weingut Wolfgang Maitz               | Ehrenhausen               | Südsteiermark         | 95 / 5 / 0                            | 10                               |
| Weingut Malat                        | Palt                      | Kremstal              | 60 / 35 / 5                           | 50                               |
| Weingut Mantlerhof                   | Gedersdorf-Brunn im Felde | Kremstal              | 98 / 0 / 2                            | 15                               |
| Weingut Gerhard Markowitsch          | Göttlesbrunn              | Carnuntum             | 25 / 75 / 0                           | 39                               |
| Weingut Mayer am Pfarrplatz          | Wien                      | Wien                  | 90 / 5 / 5                            | 61                               |
| Weingut Vorspannhof-Mayr             | Droß                      | Kremstal              | 90 / 10 / 0                           | 14                               |
| Weingut Moric                        | Großhöflein               | Leithaberg            | 5 / 95 / 0                            | 25                               |
| Weingut Muster.Gamlitz               | Gamlitz                   | Südsteiermark         | 100 / 0 / 0                           | 40                               |
| Weingut Netzl                        | Göttlesbrunn              | Carnuntum             | 30 / 70 / 0                           | 26                               |
| Weingut Ludwig Neumayer              | Inzersdorf                | Traisental            | 98 / 0 / 2                            | 10                               |
| Weingut Neumeister                   | Straden                   | Vulkanland Steiermark | 88 / 11 / 1                           | 30                               |
| Weingut Nigl                         | Senftenberg               | Kremstal              | 90 / 9,5 / 0,5                        | 25                               |
| Weingut Nikolaihof Wachau            | Mautern                   | Wachau                | 100 / 0 / 0                           | 20                               |
| Weingut Anita und Hans Nittnaus      | Gols                      | Neusiedlersee         | 8 / 90 / 2                            | 40                               |
| Weingut Bernhard Ott                 | Feuersbrunn               | Wagram                | 100 / 0 / 0                           | 32                               |
| Weingut Pfaffl                       | Stetten                   | Weinviertel           | 70 / 30 / 0                           | 75                               |
| Weingut F. X. Pichler                | Oberloiben                | Wachau                | 100 / 0 / 0                           | 18                               |
| Weingut Rudi Pichler                 | Wösendorf                 | Wachau                | 100 / 0 / 0                           | 12                               |
| Weingut Pittnauer                    | Gols                      | Neusiedlersee         | 3 / 97 / 0                            | 16                               |
| Weingut Pöckl                        | Mönchhof                  | Neusiedlersee         | 0 / 99 / 1                            | 35                               |
| Weingut Polz                         | Spielfeld                 | Südsteiermark         | 90 / 10 / 0                           | 70                               |
| Weingut Prager                       | Weißenkirchen             | Wachau                | 100 / 0 / 0                           | 18                               |
| Weingut Claus Preisinger             | Gols                      | Neusiedlersee         | 10 / 90 / 0                           | 19                               |
| Weingut Prieler                      | Schützen am Geb.          | Leithaberg            | 40 / 60 / 0                           | 22                               |
| Weingut Proidl                       | Senftenberg               | Kremstal              | 85 / 10 / 5                           | 20                               |
| Weingut Erwin Sabathi                | Leutschach                | Südsteiermark         | 99 / 0 / 1                            | 36                               |
| Weingut Salomon Undhof               | Stein an der Donau        | Kremstal              | 100 / 0 / 0                           | 30                               |
| Weingut Sattlerhof                   | Gamlitz                   | Südsteiermark         | 95 / 3 / 2                            | 35                               |
| Weingut Schiefer                     | Welgersdorf               | Eisenberg             | 10 / 90 / 0                           | 15                               |
| Weingut Schmelz                      | Weißenkirchen             | Wachau                | 100 / 0 / 0                           | 10                               |
| Weingut Josef Schmid                 | Stratzing                 | Kremstal              | 90 / 10 / 0                           | 18                               |
| Schwarz Wein                         | Andau                     | Neusiedlersee         |                                       | 13                               |
| Weingut Skoff Original               | Gamlitz                   | Südsteiermark         | 88 / 10 / 2                           | 70                               |
| Weingut Stadlmann                    | Traiskirchen              | Thermenregion         | 90 / 10 / 0                           | 20                               |
| Weingut Stadt Krems                  | Krems an der Donau        | Kremstal              | 100 / 0 / 0                           | 31                               |
| Weingut Strehn                       | Deutschkreutz             | Mittelburgenland      | 10 / 90 / 0                           | 50                               |
| Weingut Manfred Tement               | Berghausen                | Südsteiermark         | 97 / 2 / 1                            | 80                               |
| Weingut Tesch                        | Neckenmarkt               | Mittelburgenland      | 3 / 97 / 0                            | 22,5                             |
| Weingut Trapl                        | Stixneusiedl              | Carnuntum             | 30 / 70 / 0                           | 18                               |
| Weingut Ernst Triebaumer             | Rust                      | Leithaberg            | 20 / 75 / 5                           | 20                               |
| Weingut Günter und Regina Triebaumer | Rust                      | Leithaberg            | 30 / 60 / 10                          | 28                               |
| Weingut Türk                         | Stratzing                 | Kremstal              | 85 / 10 / 5                           | 17                               |
| Weingut Umathum                      | Frauenkirchen             | Neusiedlersee         | 9 / 90 / 1                            | 35                               |
| Weingut Velich                       | Apetlon                   | Neusiedlersee         | 65 / 0 / 35                           | 10                               |
| Weingut Wachter-Wiesler              | Deutsch-Schützen          | Eisenberg             | 5 / 95 / 0                            | 13                               |
| Weingut Wellanschitz                 | Neckenmarkt               | Mittelburgenland      | 3 / 97 / 0                            | 40                               |
| Weingut Weninger                     | Horitschon                | Mittelburgenland      | 1 / 99 / 0                            | 28                               |
| Weingut Wieninger                    | Wien                      | Wien                  | 69 / 30 / 1                           | 45                               |
| Weingut Wohlmuth                     | Fresing                   | Südsteiermark         | 80 / 20 / 0                           | 70                               |
| Weingut Herbert Zillinger            | Ebenthal                  | Weinviertel           | 90 / 10 / 0                           | 16                               |
| Weingut Zantho                       | Andau                     | Neusiedlersee         | 65 / 30 / 5                           | 70                               |
| Weingut Zull                         | Schrattenthal             | Weinviertel           | 65 / 33 / 2                           | 18                               |

## Nach Produktionsmenge
Liste österreichischer Weingüter und -kellereien nach Größe der Produktionsmenge (Top 10/Stand Ende 2016):
| Name des Produzenten       | Produktionsmenge                                            | Export-/Importanteil | Rebfläche in Hektar   | Vertragswinzer in Hektar            |
| -------------------------- | ----------------------------------------------------------- | -------------------- | --------------------- | ----------------------------------- |
| Weinkellerei Lenz Moser    | 17 Mio. Flaschen (zu 100 % aus Österreich)                  | 25 % / 0 %           | 74                    | 1200                                |
| Weinkellerei Wegenstein    | 12 Mio. Flaschen aus Österreich, insgesamt 20 Mio. Flaschen | 40 % / ca. 35 %      | 0                     | 2500                                |
| Schloss Fels               | 10 Mio. Flaschen (zu 51 % aus Österreich)                   | 2 % / 15 %           | 88                    | 165                                 |
| Aigner Weine               | 9 Mio. Flaschen (95 % Wein aus Österreich)                  | 30 % / 5 %           | 0                     | Mostzukauf                          |
| Weinkellerei A. & M. Toifl | 8 Mio. Flaschen (95 % Wein aus Österreich)                  | 40–50 % / 0 %        | 0                     | Mostzukauf                          |
| Winzer Krems               | 7–8 Mio. Flaschen (100 % aus Österreich)                    | 40 % / 0 %           | 4                     | 900                                 |
| Weingut Schneeberger/Pewal | (zu 100 % aus Österreich)                                   |                      | 74 (nur Schneeberger) | Zukauf von Trauben und Most         |
| Hillinger & Flat Lake      | 600.000 Flaschen (nur Hillinger)                            | 50 bzw. 35 % / 0 %   | 70 (nur Hillinger)    | 50 (nur Hillinger)                  |
| Domäne Wachau              | 2,5 Mio. Flaschen (100 % aus der Wachau)                    | 45 % / 0 %           | 440                   | Winzergenossenschaft                |
| Domaine Andau              | 4,5 Mio. Liter (100 % aus dem Weinbaugebiet Neusiedlersee)  | 15 % / 0 %           | 600                   | Winzergenossenschaft, 80 Mitglieder |
| Weinkellerei Baumgartner   | (zu 100 % aus Österreich)                                   | 50 % / 0 %           | 193                   | Zukauf von Trauben und Most         |